# El Viejo
El Viejo é um romance gráfico criado pelos artistas uruguaios Alceo Thrasyvoulou (roteiro) e Matías Bergara (desenhos). O livro foi lançado em 2013 pelas editoras Dragón Comics (Uruguai) e Loco Rabia (Argentina) e traz uma complicação das histórias do personagem-título originalmente publicadas entre abril de 2010 e maio de 2013 na revista Freeway, além de material inédito (desenhado por Richard Ortiz). Em 2014, El Viejo ganhou o Troféu HQ Mix (prêmio brasileiro de quadrinhos) na categoria "destaque latino-americano".